# Rio Novo (kommun)
Rio Novo är en kommun i Brasilien.   Den ligger i delstaten Minas Gerais, i den sydöstra delen av landet, 800 km sydost om huvudstaden Brasília. Antalet invånare är 8 715. Arean är 208 kvadratkilometer.
Terrängen i Rio Novo är platt åt nordväst, men åt sydost är den kuperad.
Följande samhällen finns i Rio Novo:
- Rio Novo

Omgivningarna runt Rio Novo är huvudsakligen savann. Runt Rio Novo är det ganska glesbefolkat, med 22 invånare per kvadratkilometer.